# Antonin Fanart

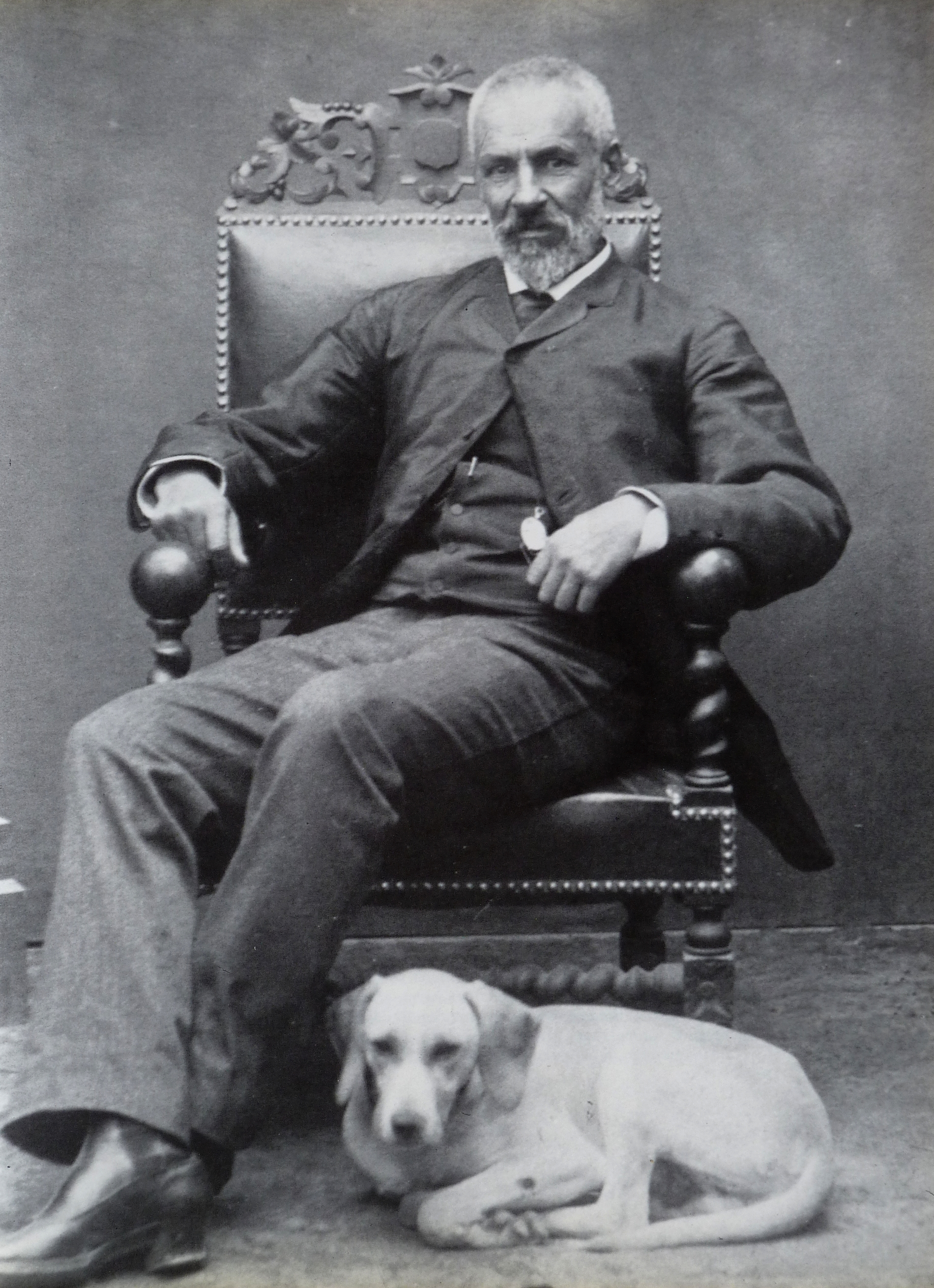
Antonin Fanart, 1890

Clément Alphonse Antonin Fanart (* 17. Januar 1831 in Besançon; † 2. September 1903 ebenda) war ein französischer Landschaftsmaler.

## Leben
Fanart war ein Sohn des Postdirektors Louis Auguste Fanart (1769–1852) und dessen Ehefrau Anne Denise Thomassin (1789–1861). Er wuchs in Besançon in kleinbürgerlichen Verhältnissen auf. Seine künstlerische Ausbildung erhielt er an der École nationale d'Arts-et-Métiers in Châlons-sur-Marne, wo er 1847 seinen Abschluss machte. 1849 nahm er bei François Diday in Genf weiteren Unterricht. Er war in erster Linie als Landschaftsmaler tätig und bereiste dazu die Schweiz, Savoyen und die Franche-Comté. 1854 fand in Genf seine erste Ausstellung statt. 1857 waren seine Werke beim Salon de Paris zu sehen, 1858 bei einer von ihm selbst mitorganisierten Ausstellung in Besançon. Sein Gemälde Crépuscule dans la plaine des rocailles machte 1860 in Besançon und 1861 auf dem Pariser Salon auf ihn aufmerksam. In Paris erhielt er dafür eine ehrenvolle Erwähnung. Stilistisch stand er in der Tradition der Schule von Barbizon, näherte sich in seinem Spätwerk aber dem Impressionismus an. Zu seinen Schülern gehörte der ebenfalls aus Besançon stammende Émile Isenbart.
1869 war Fanart einer der Gründer der oppositionellen Zeitung Le Doubs. 1883 gehörte er zu den Mitgründern der Tageszeitung Le Petit Comtois. Von 1871 bis 1885 gehörte er dem Stadtrat von Besançon an.
Fanart war Gründer und erster Konservator des Musée Granvelle. Er veranlasste den Maler und Graphiker Jean-François Gigoux, seine prestigeträchtige Sammlung der Stadt Besançon zu vermachen, der er auch seine eigenen Gemälde hinterließ. Seine Werke sind heute im Musée des Beaux-Arts et d’Archéologie de Besançon, im Musée des beaux-arts in Dole und in anderen öffentlichen Sammlungen zu sehen.

## Auszeichnungen
Seine Heimatstadt Besançon benannte 1911 die rue Antonin Fanart nach ihm. Außerdem trägt eine Grundschule in der Straße seinen Namen.